# Shaftesbury Avenue
Shaftesbury Avenue je londýnská ulice pojmenovaná po Anthonym Ashley-Cooperovi, 7. hraběti z Shaftesbury. Vede severovýchodním směrem od Piccadilly Circus směrem k Oxford Street, přes Charing Cross Road.
Ulice byla vytvořena na konci 19. století pro zlepšení dopravního spojení. Je považována za centrum West Endu, oblasti, kde je soustředěno mnoho divadel.
Na severní straně Shaftesbury Avenue mezi Piccadilly Circus a Charing Cross Road se mimo jiné nachází divadla Lyric, Apollo, Gielgud a Queen's. Poblíž křižovatky s Charing Cross Road se také nachází velké Palace Theatre. Na severovýchodním konci ulice sídlí další velké divadlo doslova nazývané Shaftesbury Theatre.